# ديفيد غوست
ديفيد غوست (بالإنجليزية: David Gossett)‏ هو لاعب غولف أمريكي، ولد في 28 أبريل 1979 في فينيكس في الولايات المتحدة.

## وصلات خارجية
- ديفيد غوست على موقع رابطة لاعبي الغولف المحترفين (الإنجليزية)
- ديفيد غوست على موقع رابطة اليابان للاعبي الغولف المحترفين (الإنجليزية)
- ديفيد غوست على موقع التصنيف العالمي الرسمي للغولف (الإنجليزية)